# Cizancourt

Cizancourt este o comună în departamentul Somme, Franța. În 1 ianuarie 2022 avea o populație de 26 de locuitori.